# 郭專本
郭專本（印尼語名：Rony Agustinus，1978年10月7日—），印尼已退役男子羽球運動員，現在擔任羽毛球教練。
郭專本曾代表印尼參加1996年世界青年羽毛球錦標賽，並獲得了男子單打比賽銅牌。1997年，他在法國羽球公開賽和印尼國際錦標賽上打入半決賽。在2000年亞洲羽球錦標賽決賽中，他輸給隊友陶菲克而獲得銀牌。2001年，他以非種子球員的身份打入馬來西亞羽球公開賽的決賽，他先後擊敗了印度前全英冠軍普萊勒·戈比昌德、他的同胞世錦賽冠軍葉誠萬、韓國的朴泰相和中國的陳宏。在輸給東道主王友福之後，他未能贏得冠軍。郭專本參加了2002年釜山亞運會，幫助球隊贏得了銀牌。他還是贏得2002年湯姆斯盃的印尼國家隊成員。
郭專本的職業教練生涯始於印尼，並於2013年被任命為馬來西亞國家隊教練。